# (128036) Rafaelnadal
(128036) Rafaelnadal est un astéroïde de la ceinture principale découvert en 2003 par l'observatoire astronomique de Majorque à Costitx, et nommé en l'honneur du joueur de tennis majorquain Rafael Nadal.